# Pi Andromedae
Pi Andromedae (Pi And, π Andromedae, π And), som är stjärnans Bayerbeteckning, är en dubbelstjärna i södra delen av stjärnbilden Andromeda. Den har en skenbar magnitud på ungefär 4,4. Baserat på parallaxmätningar befinner den sig på ett avstånd av ca 600 ljusår (180 parsek) från solen.

## Egenskaper
Stjärnparet klassificeras som en blåvit dvärgstjärna i huvudserien av typ B, med en skenbar magnitud av +4,34. Den är en spektroskopisk dubbelstjärna med en omloppstid på 143,6 dygn och en excentricitet på 0,56. Den har en följeslagare av magnitud 8,6, separerad med 35,9 bågsekunder. Med 55 bågsekunders separation finns ännu en följeslagare av 11:e magnituden.